# Hlavatka obrovská

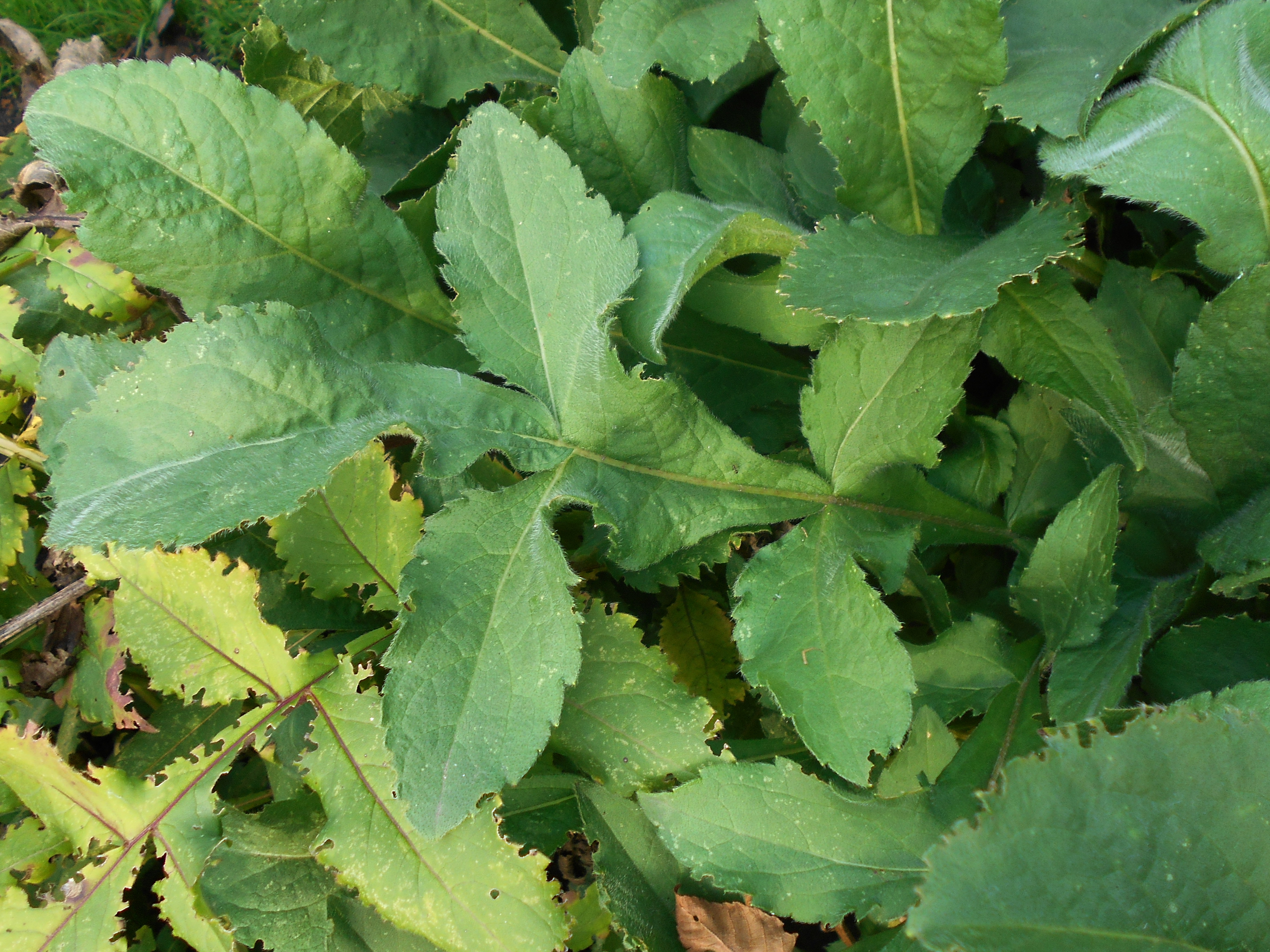
Přízemní listy

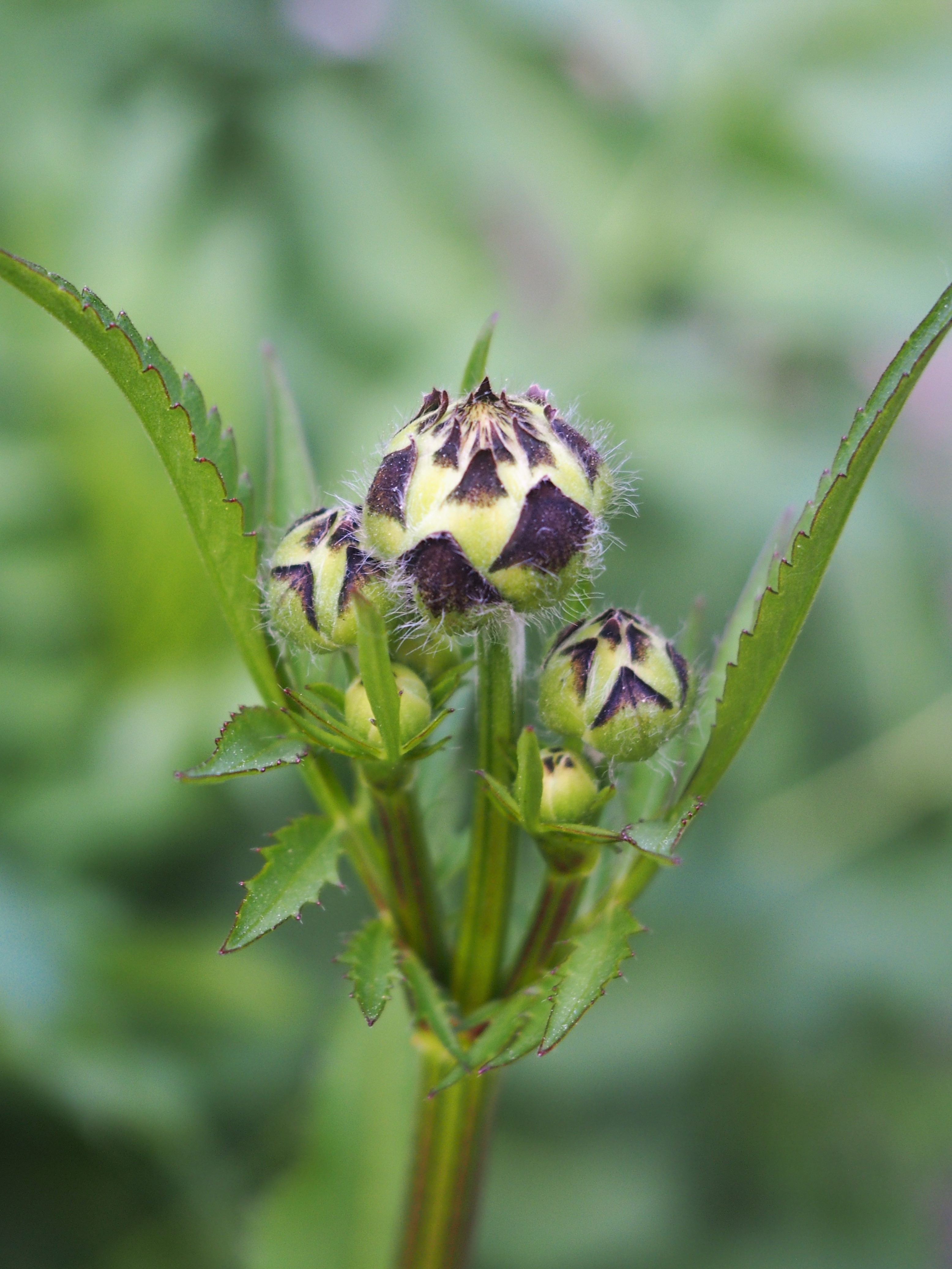
Květenství před květem

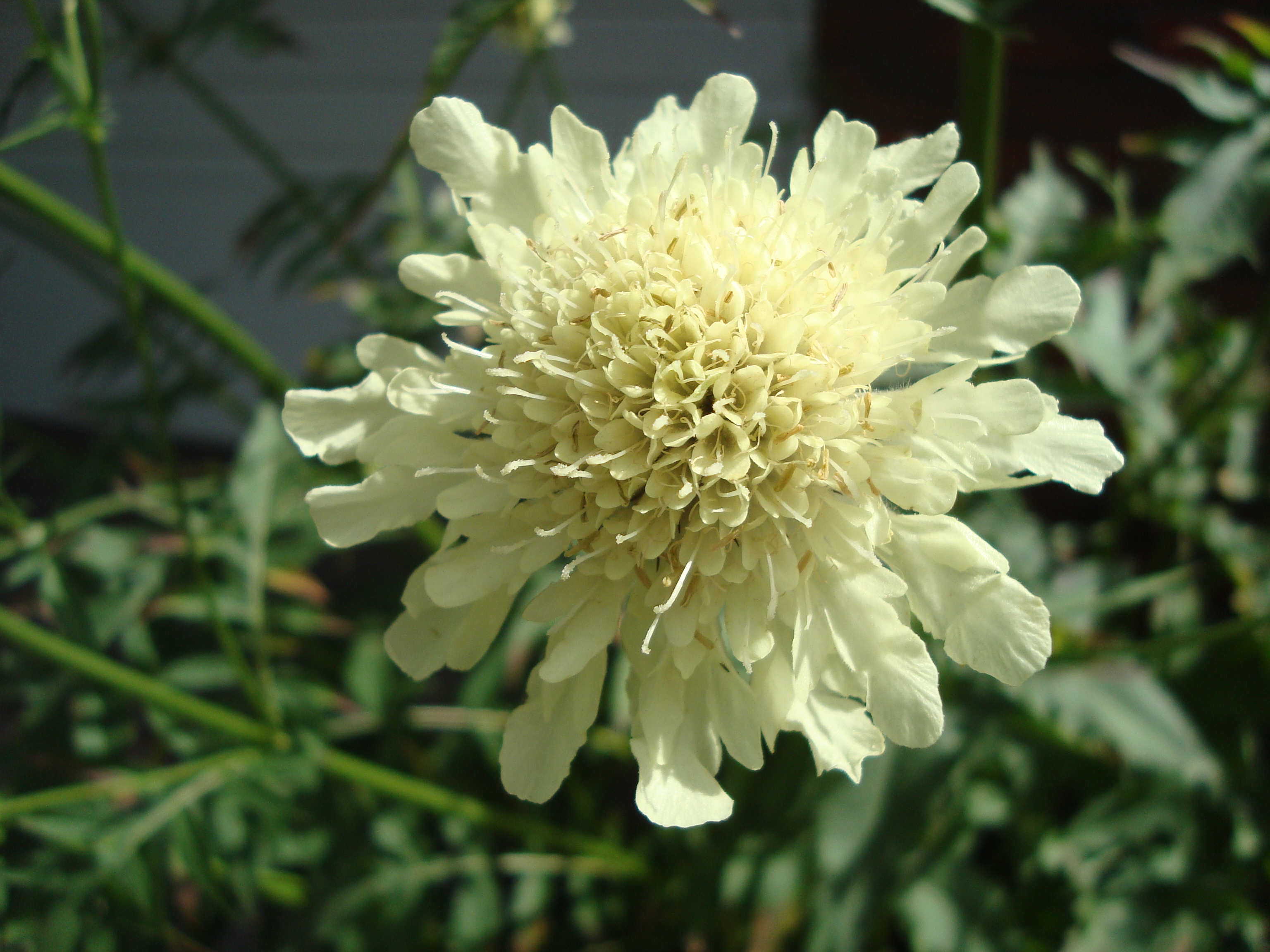
Rozkvetlé květy

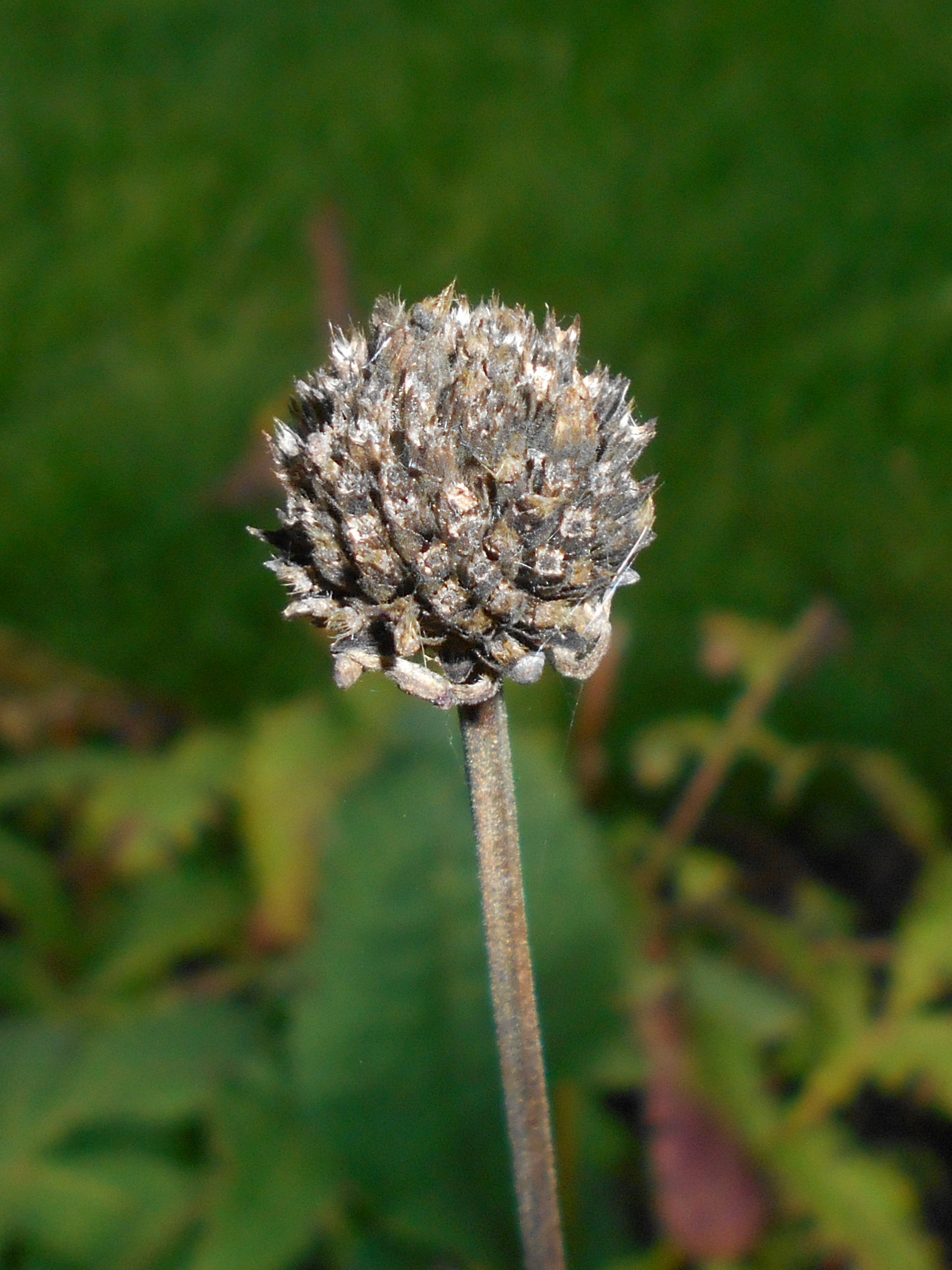
Odkvetlé květenství

Hlavatka obrovská (Cephalaria gigantea) je vytrvalá, světle zelená bylina s vidličnatě rozvětvenou lodyhou vysokou až 2 m, která nese polokulovitá, během kvetení až 5 cm velká květenství drobných světle žlutých květů. V české přírodě je nepůvodní rostlinou, která bývá občas vysévána do okrasných zahrad a odtud neinvazivně zplaňuje do volné přírody. V Česku byla prvně zaznamenána roku 1951 a je patrně jediným druhem z rodu hlavatka, který byl do české přírody zavlečen.
Vědecké pojmenování rodu Cephalaria pochází z řečtiny, κεφαλα řecky značí hlava.

## Rozšíření
Rostlina je původní druh na územích přiléhajících ke Kavkazu ( jižní Rusko, Arménie, Ázerbájdžán, Gruzie) a na východě Turecka. Vyskytuje se na vlhkých horských loukách a skalnatých stráních v nadmořských výškách mezi 1500 až 2600 m n. m.
Lidmi byla tato okrasná rostlina rozšířena do některých zemí Evropy, například do Česka, Rakouska nebo Itálie, stejně jako do jižních oblastí Skandinávie, kde ve volné krajině sice zdomácněla, ale příliš intenzivně se dále nerozrůstá. Novými osadníky byla zavlečená i do přírody Severní Ameriky, do východních oblastí Spojených států a Kanady.
V české přírodě bývá tento neofyt občas záměrně vyséván na neobhospodařovaná stanoviště. Vyskytuje se proto v různých oblastech České republiky, bez konkrétní vazby na fytogeografické celky nebo na výškové stupně.

## Ekologie
Bylina roste ve své kavkazské domovině na vlhkých horských loukách a podél vodních toků. Mimo tuto oblast vyhledává vlhké i mírně suché půdy, které jsou ale bohaté na živiny. Roste na osluněných místech podél cest, železničních tratí, v příkopech, v opuštěných zahradách, ovocných sadech i v blízkosti lidských sídel. Je hemikryptofyt, který kvete od černa do srpna žlutými květy sestavenými do květenství, jež vyrůstají na koncích rozvětvených lodyh. Do maximální výšky 2 m dorůstá na plném slunci a v dobře živinami zásobené půdě až ve věku dvou či pěti let, její požadavky na vláhu jsou střední.
Vůči chladu je rostlina odolná, při přezimování snáší mráz −23 °C. Jsou známé dva různé cytotypy, diploidní s počtem chromozomů 2n = 18 a tetraploidní s počtem 2n = 36.

## Popis
Hlavatka obrovská je vytrvalá bylina dorůstající do výšky 80 až 200 cm, v ideálních podmínkách ještě o půl metru výše. Má dlouhé vřetenovité kořeny, které mají jednoduchou nebo větvenou kořenovou hlavu. Lodyha je přímá, vidlanovitě větvená, u báze jemně chlupatá a výše lysá, je dutá, pevná, v průřezu oblá a podélně jemně rýhovaná. Rostlina má trs přízemních řapíkatých listů, jež bývají až 50 cm dlouhé. Jejich čepel je v obryse úzce eliptická až obvejčitá a je lyrovitě peřenosečně dělené do čtyř až sedmi párů nepravidelně pilovitých úkrojků, lichý koncový lístek je dlouze zašpičatělý a zřetelně větší. Čtyři až šest podobných listů vyrůstá střídavě i na lodyze, směrem vzhůru se ale zmenšují. Palisty u této rostliny chybějí, při nedostatku vláhy listy v létě usychají.
Žluté čtyřčetné oboupohlavné květy vyrůstají na konci lodyh a jsou sestavené do vrcholových květenství, kulovitých, polokulovitých či vejčitých hlávek (strboulů). Jejich přitisklé, široce vejčité, střechovitě se překrývající zákrovní listeny rostou ve více řadách, vespod jsou zelené a na vrcholu černohnědé, bývají tuhé a dlouhé asi 8 mm. Hlávka může mít v průměru až 5 cm, jednotlivé květy mají čtyřlaločnou trubkovitou korunu dlouhou 15 až 20 mm, u okrajových květů jsou korunní lístky delší a výrazně žlutě paprskují, redukované kalichy jsou drobné, miskovitého tvaru a po okraji jsou zoubkované a chlupaté. Květy produkují nektar a jsou opylovány různým létajícím hmyzem, velmi často přitahují motýly.
Plod je čtyřhranná, šedohnědá, vřetenovitá nažka dlouhá 8 až 10 mm. Nažka je hustě chlupatá a na vrcholu má osm nestejných, okolo 1 mm dlouhých, osinatě prodloužených zubů, bývá nejčastěji přirozeně rozšiřována větrem nebo povrchovou vodou.

## Význam
Hlavatka obrovská poroste ve většině dobrých půd, ale ocení zejména lehce vlhkou, propustnou a na živiny bohatou zahradní zeminu. Občas se pěstuje jako ozdobná trávníková trvalka, která poměrně dlouho kvete a je považována i za medonosnou rostlinu. Zralá semena jsou větrem roznášena mimo vyhražené místo a hlavatka obrovská se tak dostává do volné přírody. Vyšší rostlina může ve vlhké půdě na větrném stanovišti někdy potřebovat oporu, nebývá ale napadána hmyzem či nějakou chorobou, nenáročná bylina přečkává i déletrvající období sucha.